# 군산금광초등학교
군산금광초등학교는 대한민국 전북특별자치도 군산시에 있는 공립 초등학교이다.

## 학교 연혁
- 1953. 4. 29	군산금광초등학교 개교
- 1970. 6. 20	군산문화초등학교 개교로 5학급 분리
- 1977. 10. 26	문교부 지정 미술과(서예) 연구학교 보고회
- 1988. 8. 1	군산월명초등학교 개교로 5학급 분리
- 1997. 10. 23	전라북도교육청 지정 국어과 시범학교 운영 보고회
- 2001. 10. 23	교육부 과제수행 전라북도 교육청지정 교육과정 연구학교 운영 보고
- 2006. 10. 20	전라북도 교육청 지정 과학선도(시범)학교 운영 보고
- 2013. 3. 1	제22대 주광순 교장 부임
- 2014. 2. 13	제61회 졸업식 (총 14,531명)
- 2014. 3. 1	전라북도교육청 지정 학력향상형 창의경영학교 연구(시범)학교 운영 (10학급 편성)

## 참고 자료
- 군산금광초등학교 - 한국교육학술정보원 학교알리미